# Дівок Орігі
Дівок Орігі (фр. Divock Origi, нар. 18 квітня 1995, Остенде, Бельгія) — бельгійський футболіст, нападник італійського «Мілану» та національної збірної Бельгії, який на правах оренди грає за «Ноттінгем Форест». Талант року Бельгії 2014 року.

## Клубна кар'єра
Вихованець юнацьких команд футбольних клубів «Генк» та «Лілль».
У дорослому футболі дебютував 2012 року виступами за команду клубу «Лілль».
29 липня 2014 року офіційний сайт  «Ліверпуля» проінформував про підписання форварда Дівока Орігі, який орієнтовно обійшовся клубу в 10 мільйонів фунтів. Однак 19-річний гравець залишився в «Ліллі» на правах річної оренди.
7 травня 2019 року, Орігі і Вейналдум вивели «Ліверпуль» у фінал Ліги чемпіонів, зробивши по дублю в матчі проти «Барселони» (4:0).
Не отримуючи належну кількість ігрового часу, відмовився продовжувати контракт з «Ліверпулем» та на правах вільного агента перейшов в стан італійського «Мілану».

## Виступи за збірні
2012 року дебютував у складі юнацької збірної Бельгії, відтоді взяв участь у 19 іграх на юнацькому рівні, відзначившись 10 забитими голами.
з 2014 року залучається до складу молодіжної збірної Бельгії.
У травні 2014 року, попри відсутність досвіду виступів у складі національної збірної Бельгії, був включений до її заявки для участі у фінальній частині чемпіонату світу 2014 року. На передтурнірних товариських матчах дебютував за «червоних дияволів» 26 травня у грі проти збірної Люксембурга, вийшовши на 61 хвилині замість Ромелу Лукаку. На «мундіалі» дебютував у першому матчі, також вийшовши замість Лукаку, а у другому матчі забив переможний гол у ворота збірної Росії (1:0), вивівши свою збірну в раунд плей-оф. Протягом сезону 2022/23 мав регулярну ігрову практику у складі «червоно-чорних».
2 вересня 2023 року на правах оренди перейшов до англійського «Ноттінгем Форест».

## Особисте життя
Батьком Дівока Орігі є колишній футболіст збірної Кенії та рекордсмен за кількістю проведених матчів у її складі Майк Орігі, який тривалий час виступав у бельгійських футбольних клубах.

## Статистика виступів

### Статистика клубних виступів
Станом на 1 вересня 2023
| Сезон                 | Команда               | Чемпіонат             | Чемпіонат | Чемпіонат | Національний кубок | Національний кубок | Національний кубок | Континентальні кубки | Континентальні кубки | Континентальні кубки | Інші змагання | Інші змагання | Інші змагання | Усього | Усього |
| Сезон                 | Команда               | Ліга                  | Ігор      | Голів     | Ліга               | Ігор               | Голів              | Ліга                 | Ігор                 | Голів                | Ліга          | Ігор          | Голів         | Ігор   | Голів  |
| --------------------- | --------------------- | --------------------- | --------- | --------- | ------------------ | ------------------ | ------------------ | -------------------- | -------------------- | -------------------- | ------------- | ------------- | ------------- | ------ | ------ |
| 2012–13               | «Лілль-2»             | АЧФ                   | 11        | 2         | -                  | -                  | -                  | -                    | -                    | -                    | -             | -             | -             | 11     | 2      |
| 2012–13               | «Лілль»               | Л1                    | 10        | 1         | КФ+КЛ              | -                  | -                  | ЛЧ                   | -                    | -                    | -             | -             | -             | 10     | 1      |
| 2013–14               | «Лілль»               | Л1                    | 30        | 5         | КФ+КЛ              | 4+1                | 1+0                | -                    | -                    | -                    | -             | -             | -             | 35     | 6      |
| 2014–15               | «Лілль»               | Л1                    | 33        | 8         | КФ+КЛ              | 1+2                | 0                  | ЛЧ+ЛЄ                | 3+5                  | 0+1                  | -             | -             | -             | 44     | 9      |
| Усього за «Лілль»     | Усього за «Лілль»     | Усього за «Лілль»     | 73        | 14        |                    | 8                  | 1                  |                      | 8                    | 1                    |               | -             | -             | 89     | 16     |
| 2015–16               | «Ліверпуль»           | ПЛ                    | 16        | 5         | КА+КЛ              | 1+4                | 0+3                | ЛЄ                   | 12                   | 2                    | -             | -             | -             | 33     | 10     |
| 2016–17               | «Ліверпуль»           | ПЛ                    | 34        | 7         | КА+КЛ              | 3+6                | 1+3                | -                    | -                    | -                    | -             | -             | -             | 43     | 11     |
| серп. 2017            | «Ліверпуль»           | ПЛ                    | 1         | 0         | КА+КЛ              | 0                  | 0                  | ЛЧ                   | -                    | -                    | -             | -             | -             | 1      | 0      |
| 2017–18               | «Вольфсбург»          | БЛ                    | 31+2      | 6+1       | КН                 | 3                  | 0                  | -                    | -                    | -                    | -             | -             | -             | 36     | 7      |
| 2018–19               | «Ліверпуль»           | ПЛ                    | 12        | 3         | КА+КЛ              | 1+0                | 1                  | ЛЧ                   | 8                    | 3                    | -             | -             | -             | 21     | 7      |
| 2019–20               | «Ліверпуль»           | ПЛ                    | 28        | 4         | КА+КЛ              | 3+1                | 0+2                | ЛЧ                   | 6                    | 0                    | СА+СУ+КЧС     | 1+1+2         | 0             | 42     | 6      |
| 2020–21               | «Ліверпуль»           | ПЛ                    | 9         | 0         | КА+КЛ              | 2+2                | 0+1                | ЛЧ                   | 4                    | 0                    | СА            | -             | -             | 17     | 1      |
| 2021–22               | «Ліверпуль»           | ПЛ                    | 7         | 3         | КА+КЛ              | 1+3                | 0+2                | ЛЧ                   | 7                    | 1                    | -             | -             | -             | 18     | 6      |
| Усього за «Ліверпуль» | Усього за «Ліверпуль» | Усього за «Ліверпуль» | 107       | 22        |                    | 27                 | 13                 |                      | 37                   | 6                    |               | 4             | 0             | 175    | 41     |
| 2022–23               | «Мілан»               | A                     | 27        | 2         | КІ                 | 0                  | 0                  | ЛЧ                   | 8                    | 0                    | СІ            | 1             | 0             | 36     | 2      |
| лип.-вер. 2023        | «Мілан»               | A                     | 0         | 0         | КІ                 | 0                  | 0                  | ЛЧ                   | 0                    | 0                    | -             | -             | -             | 0      | 0      |
| Усього за «Мілан»     | Усього за «Мілан»     | Усього за «Мілан»     | 27        | 2         |                    | 0                  | 0                  |                      | 8                    | 0                    |               | 1             | 0             | 36     | 2      |
| вер. 2023–24          | «Ноттінгем Форест»    | ПЛ                    | 0         | 0         | КА+КЛ              | 0                  | 0                  | -                    | -                    | -                    | -             | -             | -             | 0      | 0      |
| Усього за кар'єру     | Усього за кар'єру     | Усього за кар'єру     | 249       | 47        |                    | 38                 | 14                 |                      | 51                   | 7                    |               | 5             | 0             | 347    | 68     |

### Статистика виступів за збірну
Станом на 1 вересня 2023
| Дата       | Місто          | Господарі            | Результат  | Гості                | Турнір                               | Голи | Примітки |
| ---------- | -------------- | -------------------- | ---------- | -------------------- | ------------------------------------ | ---- | -------- |
| 26-5-2014  | Генк           | Бельгія              | 5 – 1      | Люксембург           | товариський матч                     | -    | 61'      |
| 1-6-2014   | Стокгольм      | Швеція               | 0 – 2      | Бельгія              | товариський матч                     | -    | 74'      |
| 7-6-2014   | Брюссель       | Бельгія              | 1 – 0      | Туніс                | товариський матч                     | -    | 62'      |
| 17-6-2014  | Белу-Оризонті  | Бельгія              | 2 – 1      | Алжир                | ЧС 2014 - 1-й етап                   | -    | 58'      |
| 22-6-2014  | Ріо-де-Жанейро | Бельгія              | 1 – 0      | Росія                | ЧС 2014 - 1-й етап                   | 1    | 57'      |
| 26-6-2014  | Сан-Паулу      | Південна Корея       | 0 – 1      | Бельгія              | ЧС 2014 - 1-й етап                   | -    | 60'      |
| 1-7-2014   | Сальвадор      | Бельгія              | 2 – 1 д.ч. | США                  | ЧС 2014 - 1/8 фіналу                 | -    | 90+1'    |
| 5-7-2014   | Бразиліа       | Аргентина            | 1 – 0      | Бельгія              | ЧС 2014 - чвертьфінал                | -    | 60'      |
| 4-9-2014   | Льєж           | Бельгія              | 2 – 0      | Австралія            | товариський матч                     | -    | 81'      |
| 10-10-2014 | Брюссель       | Бельгія              | 6 – 0      | Андорра              | Відбір до ЧЄ 2016                    | 1    | 66'      |
| 13-10-2014 | Зениця         | Боснія і Герцеговина | 1 – 1      | Бельгія              | Відбір до ЧЄ 2016                    | -    |          |
| 12-11-2014 | Брюссель       | Бельгія              | 3 – 1      | Ісландія             | товариський матч                     | 1    | 46'      |
| 16-11-2014 | Брюссель       | Бельгія              | 0 – 0      | Уельс                | Відбір до ЧЄ 2016                    | -    | 73'      |
| 31-3-2015  | Єрусалим       | Ізраїль              | 0 – 1      | Бельгія              | Відбір до ЧЄ 2016                    | -    | 86'      |
| 3-9-2015   | Брюссель       | Бельгія              | 3 – 1      | Боснія і Герцеговина | Відбір до ЧЄ 2016                    | -    | 82'      |
| 6-9-2015   | Нікосія        | Кіпр                 | 0 – 1      | Бельгія              | Відбір до ЧЄ 2016                    | -    | 46'      |
| 13-10-2015 | Брюссель       | Бельгія              | 3 – 1      | Ізраїль              | Відбір до ЧЄ 2016                    | -    | 66'      |
| 28-5-2016  | Женева         | Швейцарія            | 1 – 2      | Бельгія              | товариський матч                     | -    | 67'      |
| 1-6-2016   | Брюссель       | Бельгія              | 1 – 1      | Фінляндія            | товариський матч                     | -    | 57'      |
| 5-6-2016   | Брюссель       | Бельгія              | 3 – 2      | Норвегія             | товариський матч                     | -    | 80'      |
| 13-6-2016  | Ліон           | Бельгія              | 0 – 2      | Італія               | ЧЄ 2016 - 1-й етап                   | -    | 73'      |
| 22-6-2016  | Ніцца          | Швеція               | 0 – 1      | Бельгія              | ЧЄ 2016 - 1-й етап                   | -    | 90+3'    |
| 1-9-2016   | Брюссель       | Бельгія              | 0 – 2      | Іспанія              | товариський матч                     | -    | 67'      |
| 10-11-2017 | Брюссель       | Бельгія              | 3 – 3      | Мексика              | товариський матч                     | -    | 88'      |
| 14-11-2017 | Брюгге         | Бельгія              | 1 – 0      | Японія               | товариський матч                     | -    | 74'      |
| 18-11-2018 | Люцерн         | Швейцарія            | 5 – 2      | Бельгія              | Ліга націй УЄФА 2018-2019 - 1-й етап | -    | 90'      |
| 6-9-2019   | Серравалле     | Сан-Марино           | 0 – 4      | Бельгія              | Відбір до ЧЄ 2020                    | -    | 55'      |
| 19-11-2019 | Брюссель       | Бельгія              | 6 – 1      | Кіпр                 | Відбір до ЧЄ 2020                    | -    | 79'      |
| 8-10-2020  | Брюссель       | Бельгія              | 1 – 1      | Кот-д'Івуар          | товариський матч                     | -    | 68'      |
| 13-11-2021 | Брюссель       | Бельгія              | 3 – 1      | Естонія              | Відбір до ЧС 2022                    | -    | 83'      |
| 16-11-2021 | Кардіфф        | Уельс                | 1 – 1      | Бельгія              | Відбір до ЧС 2022                    | -    | 59'      |
| 29-3-2022  | Брюссель       | Бельгія              | 3 – 0      | Буркіна-Фасо         | товариський матч                     | -    | 78'      |
| Усього     |                | Матчів               | 32         |                      | Голів                                | 3    |          |

| Дата       | Місто              | Господарі | Результат | Гості   | Турнір                             | Голи | Примітки |
| ---------- | ------------------ | --------- | --------- | ------- | ---------------------------------- | ---- | -------- |
| 5-3-2014   | Левен              | Бельгія   | 0 – 3     | Сербія  | Кваліфікація молодіжного Євро-2015 | -    | 67'      |
| 12-11-2015 | Яблонець-над-Нисою | Чехія     | 1 – 0     | Бельгія | Кваліфікація молодіжного Євро-2017 | -    |          |
| Усього     |                    | Матчів    | 2         |         | Голів                              | 0    |          |

## Досягнення
- Переможець Ліги чемпіонів (1):

«Ліверпуль»: 2018-19
- Володар Суперкубка УЄФА (1):

«Ліверпуль»: 2019
- Чемпіон світу серед клубів (1):

«Ліверпуль»: 2019
- Чемпіон Англії (1):

«Ліверпуль»: 2019-20
- Володар Кубка Футбольної ліги (1):

«Ліверпуль»: 2021-22
- Володар Кубка Англії (1):

«Ліверпуль»: 2021-22